# وله لویی میهی
شهر وله لویی میهی (به رومانیایی: Valea lui Mihai) در شهرستان بیهور در کشور رومانی واقع شده‌است. جمعیت این شهر ۱۰٬۶۶۵ نفر  است.

## نگارخانه

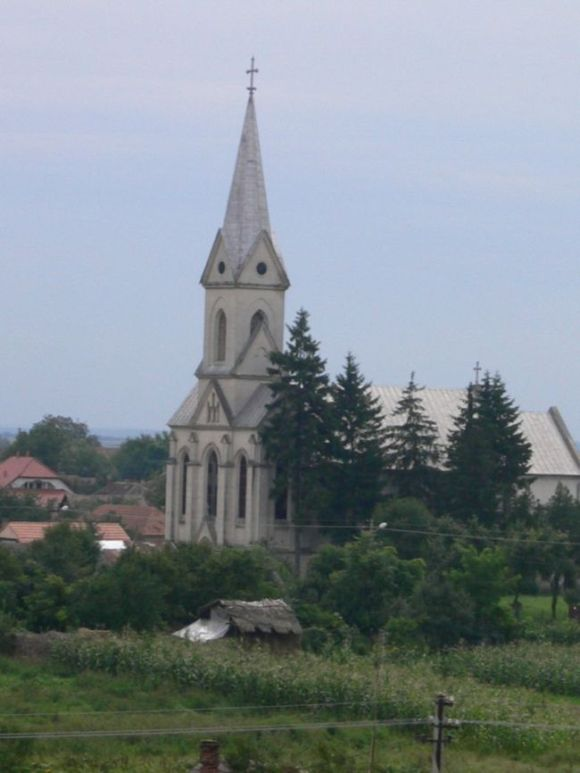
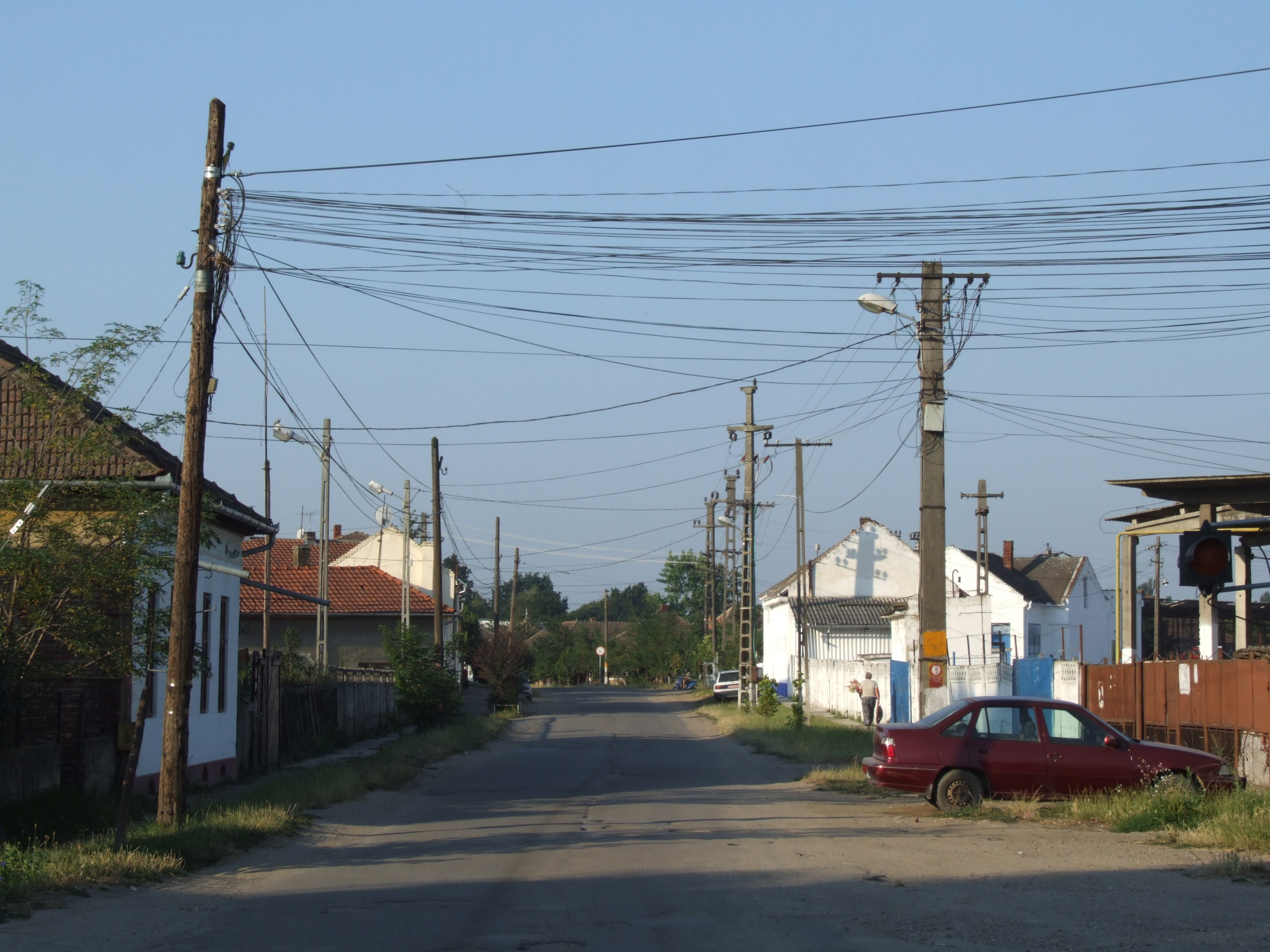
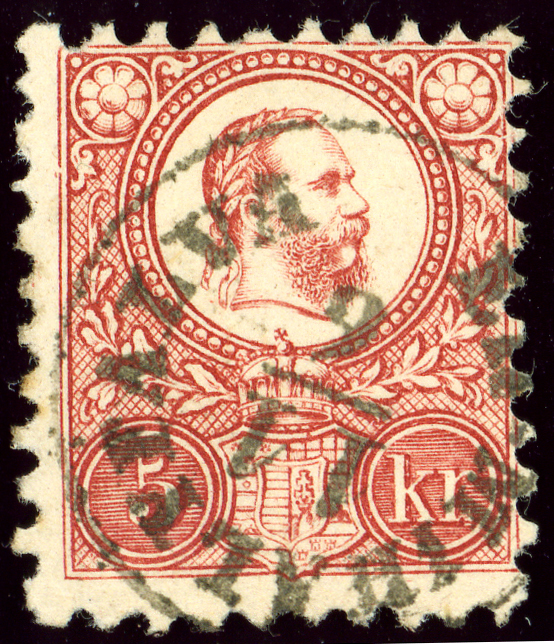